# La Vie du docteur Semmelweis
Pour plus de détails, voir Fiche technique et Distribution.
La Vie du docteur Semmelweis (Semmelweis) est un film hongrois réalisé par André de Toth, sorti en 1939.

## Synopsis
Biographie du Docteur Ignace Philippe Semmelweis qui fut précurseur pour l'hygiène des mains.

## Fiche technique
- Titre original : Semmelweis
- Titre français : La Vie du docteur Semmelweis
- Réalisation : André de Toth
- Scénario : József Babay et László Bihari
- Photographie : István Eiben
- Montage : Zoltán Kerényi
- Pays d'origine : Hongrie
- Format : Noir et blanc - 1,37:1 - Mono
- Genre : biographie
- Durée : 85 minutes
- Date de sortie : 1939

## Distribution
- Tivadar Uray : Ignace Philippe Semmelweis
- Juliska Ligeti : Semmelweis anyja
- Gyula Gózon : Semmelweis apja
- Margit Árpád : Mária
- Erzsi Orsolya